# Мілан Міхалек
Мілан Міхалек (чеськ. Milan Michálek; 7 грудня 1984, Їндржихув-Градець, ЧССР) — чеський хокеїст, лівий нападник. Виступає за «Торонто Мейпл-Ліфс» у Національній хокейній лізі.
Вихованець хокейної школи ХК «Чеське Будейовіце». Виступав за ХК «Чеське Будейовіце», ХК «Їндржихув-Градец», ХК «Кладно», «Сан-Хосе Шаркс», «Оттава Сенаторс».
У складі національної збірної Чехії учасник зимових Олімпійських ігор 2010, учасник чемпіонатів світу 2003, 2009, 2011 і 2012 (21 матч, 7+4). У складі молодіжної збірної Чехії учасник чемпіонату світу 2003. У складі юніорської збірної Чехії учасник чемпіонатів світу 2001 і 2002.
Брат: Збинек Міхалек.
Досягнення
- Бронзовий призер чемпіонату світу (2011, 2012).